# Lapidär
Ein Lapidär war im 19. Jahrhundert eine Schleifvorrichtung, die besonders in der Uhrmacherei genutzt wurde. Sie bestand aus einer Scheibe von 3–12 Zoll Durchmesser, die auf der einen Seite mit Öl und Schmirgel versehen war. Auf der anderen Seite konnte sie über einen tragenden Stiel in eine Hohlspindel einer Drehbank eingesetzt und schnell gedreht werden. Auf der mit Schmirgel versehenen Seite konnten nun kleine Gegenstände geschliffen werden.